# K-공간 (함수해석학)
수학에서, 구체적으로는 함수해석학에서, K-공간은 F-공간 {\displaystyle V}이며, 다음 형태의 F-공간의 팽창(또는 뒤틀린 합):
{\displaystyle 0\rightarrow \mathbb {R} \rightarrow X\rightarrow V\rightarrow 0.\,\!}
은 다음 자명한 형태와 같다:
{\displaystyle 0\rightarrow \mathbb {R} \rightarrow \mathbb {R} \times V\rightarrow V\rightarrow 0.\,\!}
여기서 {\displaystyle \mathbb {R} }은 수직선이다.

## 예시
- 유한 차원 바나흐 공간은 K-공간이다.
- {\displaystyle 0<p<1}인 {\displaystyle \ell ^{p}} 공간은 K-공간이다.[1]
- N. J. Kalton과 N. P. Roberts는 바나흐 공간 {\displaystyle \ell ^{1}}은 K-공간이 아니라는 것을 증명했다.[1]